# 涿州

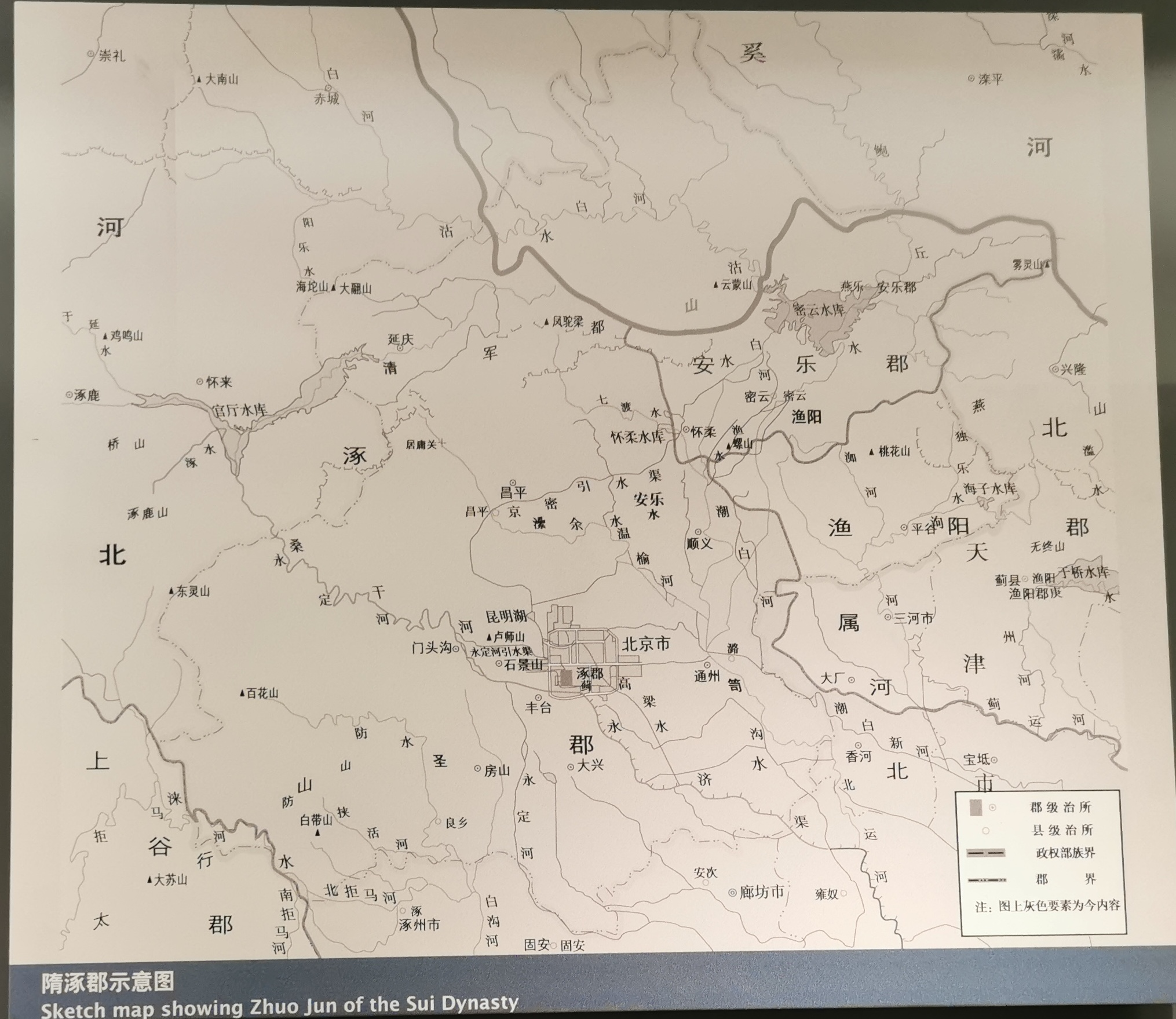
隋涿郡

涿州（たくしゅう）は、中国にかつて存在した州。唐代から民国初年にかけて、現在の河北省保定市東部に設置された。

## 概要
769年（大暦4年）、唐により幽州の范陽・帰義・固安の3県を分割して涿州が立てられた。涿州は河北道に属し、范陽・帰義・固安・新城・新昌の5県を管轄した。
936年（天福元年）、後晋により燕雲十六州の1州として涿州は契丹に割譲された。
遼のとき、涿州に永泰軍が置かれた。涿州は南京析津府に属し、范陽・帰義・固安・新城の4県を管轄した。
1122年（宣和4年）、金の将軍の郭薬師が涿州ごと北宋に降伏した。涿州は涿水郡の郡号を受け、威行軍節度に昇格した。涿州は燕山府路に属し、范陽・帰義・固安・新城の4県を管轄した。
金のとき、涿州は中都路に属し、范陽・固安・新城・定興・奉先の5県を管轄した。
1236年（太宗8年）、モンゴル帝国により涿州は涿州路に昇格した。1263年（中統4年）、涿州路は涿州と改められた。元のとき、涿州は大都路に属し、范陽・房山の2県を管轄した。
1368年（洪武元年）、明により大都路が北平府と改められたため、涿州はそのまま北平府に属した。州治の范陽県が廃止され、涿州に編入された。1403年（永楽元年）、北平府が順天府と改称されたため、涿州はそのまま順天府に属した。涿州は房山県を管轄した。
清のとき、涿州は順天府に属し、属県を持たない散州となった。
1913年、中華民国により涿州は廃止され、涿県と改められた。